# مویشپات
مویشپات (به آلمانی: Meuspath) یک شهر در آلمان است که در اهرویلر واقع شده‌است. مویشپات ۱۵۳ نفر جمعیت دارد.